# 普拉亞萊奧納
普拉亞萊奧納（西班牙語：Playa Leona），是巴拿馬的城鎮，位於該國中東部，由西巴拿馬省的拉喬雷拉區負責管轄，面積45.3平方公里，2010年人口8,442，人口密度每平方公里186.4人。